# (33197) Charlallen
1998 FA52 (asteroide 33197) é um asteroide da cintura principal. Possui uma excentricidade de 0.11371440 e uma inclinação de 2.95985º.
Este asteroide foi descoberto no dia 20 de março de 1998 por LINEAR em Socorro.